# Crataegus aurantia
Crataegus aurantia es una especie de planta del género Crataegus, perteneciente a la familia Rosaceae.

## Taxonomía
Crataegus aurantia fue descrita por Antonina Poyárkova en 1950.

## Distribución
Se encuentra en el territorio centro-norte de China.